# Xingnong (köpinghuvudort i Kina, Heilongjiang Sheng, lat 47,80, long 125,96)
Xingnong (kinesiska: 兴农, 兴农镇) är en köpinghuvudort i Kina. Den ligger i provinsen Heilongjiang, i den nordöstra delen av landet, omkring 230 kilometer norr om provinshuvudstaden Harbin. Antalet invånare är 39 469. Befolkningen består av 19 490 kvinnor och 19 979 män. Barn under 15 år utgör 14,0 %, vuxna 15-64 år 79 %, och äldre över 65 år 6,0 %.
Runt Xingnong är det ganska tätbefolkat, med 139 invånare per kvadratkilometer. Xingnong är det största samhället i trakten. Trakten runt Xingnong består till största delen av jordbruksmark.
Genomsnittlig årsnederbörd är 900 millimeter. Den regnigaste månaden är juli, med i genomsnitt 278 mm nederbörd, och den torraste är januari, med 6 mm nederbörd.